# Test Drive (serie)
Test Drive è una serie di videogiochi di simulazione di guida automobilistica di grande successo. Il primo capitolo fu sviluppato nel 1987 da Accolade, in seguito i giochi vennero pubblicati da Infogrames quando questa acquisì Accolade; gli ultimi titoli vennero pubblicati sotto marchio Atari dopo che Infogrames ebbe assorbito la società.

## Caratteristiche
Nei giochi della serie Test Drive, solitamente lo scopo è quello di vincere delle gare, contro il tempo o altri avversari (ma anche dalle forze dell'ordine), percorrendo strade a bordo di automobili particolarmente performanti.

## Titoli

### Serie principale
| Titolo                                    | Anno | Sviluppatore                 | Publisher                      |
| ----------------------------------------- | ---- | ---------------------------- | ------------------------------ |
| Test Drive                                | 1987 | Distinctive Software         | Accolade                       |
| The Duel: Test Drive II                   | 1989 | Distinctive Software         | Accolade                       |
| Test Drive III: The Passion               | 1990 | Accolade                     | Accolade                       |
| Test Drive 4                              | 1997 | Pitbull Syndicate            | Accolade                       |
| Test Drive 5                              | 1998 | Pitbull Syndicate            | Accolade                       |
| Test Drive 6                              | 1999 | Pitbull Syndicate            | Cryo Interactive               |
| Test Drive Le Mans (PAL: Le Mans 24 Hour) | 1999 | Infogrames Melbourne House   | Infogrames                     |
| Test Drive: V-Rally (PAL: V-Rally 2)      | 2000 | Eden Studios / Infogrames    | Atari Europe / Electronic Arts |
| TD Overdrive                              | 2002 | Pitbull Syndicate            | Atari                          |
| Test Drive: Eve of Destruction            | 2004 | Monster Games                | Atari                          |
| Test Drive Unlimited                      | 2006 | Eden Games / Melbourne House | Atari                          |
| Test Drive Unlimited 2                    | 2011 | Eden Games / Melbourne House | Atari                          |
| Test Drive: Ferrari Legends               | 2012 | Slightly Mad Studios         | Atari                          |
| Test Drive Unlimited Solar Crown          | 2024 | KT Racing                    | Nacon                          |

### SerieOff-Road
| Titolo                                        | Anno | Sviluppatore      | Publisher  |
| --------------------------------------------- | ---- | ----------------- | ---------- |
| Test Drive Off-Road                           | 1997 | elite system      | Accolade   |
| Test Drive Off-Road 2 (PAL: Test Drive 4x4)   | 1998 | pitbull syndicate | Accolade   |
| Test Drive Off-Road 3 (PAL: 4x4 World Trophy) | 1999 | Infogrames        | Infogrames |
| Test Drive Wide Open                          | 2001 | Angel Studios     | Infogrames |

### SerieDemolition Racer
| Titolo                    | Anno | Sviluppatore      | Publisher  |
| ------------------------- | ---- | ----------------- | ---------- |
| Demolition Racer          | 1999 | Pitbull Syndicate | Infogrames |
| Demolition Racer: No Exit | 2000 | Pitbull Syndicate | Infogrames |